# José Luis Rodríguez (panamski piłkarz)
José Luis „Puma” Rodríguez Francis (ur. 19 czerwca 1998 w Panamie) – panamski piłkarz występujący na pozycji skrzydłowego w klubie Juárez oraz w reprezentacji Panamy. Wychowanek Chorrillo.